# クケイノス公国
クケイノス公国（ベラルーシ語: Кукенойскае княства、ラトビア語: Terra Kukonois、ドイツ語: Fürstentum Kokenhusen）は、1180年代から1208年にかけてクケノイス（現ラトビア・Koknese(lv)）を首都として成立していた、ポロツク公国の分領公国である。統治者としてはヴャチコ(ru)（ロシア語: Вячко、ラトビア語: Vetseke）という人物のみが知られているが、ヴャチコの出自に関しては複数の説がある。

## 歴史
公国の歴史に関しては、マクデブルク出身のハインリヒ・フォン・レットラント(ru)（ラトビアのヘンリー）によって書かれた『リヴォニア年代記』が主たる史料となっている。それによれば、13世紀初頭にはクケイノス公国領をポロツク公国の封臣であるヴャチコが統治し、リヴォニア帯剣騎士団と戦ったことが記されている。ただしクケイノス公国領の正確な国境線や成立時期に関しては不明である。
1205年、クケイノス公国の一部はヴャチコによって、リトヴァ族(ru)（現リトアニア南東部から現ベラルーシ北西部（ネマン川・ドニエプル川上流域）に居住していた東バルト系部族）からの庇護を交換条件として、リガ司教アルベルト(ru)に譲渡された。しかし1207年にヴャチコは捕縛され、リガへ送られたが、後にリガ司教によって解放されるということが起きている。
ポロツク公国からの資金援助は、ヴャチコが十字軍勢力と戦い続けるには充分ではなく、1208年にヴャチコはクケイノスに火をかけ、ルーシへと去った。クケイノス公国領はリヴォニア帯剣騎士団に制圧され、リガ司教領となった。